# Dian Kolev
Dian Kolev (Targovishte, Bulgaria, 18 de diciembre de 1965 - 13 de enero de 2013) fue un gimnasta artístico búlgaro, especialista en la prueba de salto de potro, con la que ha logrado ser medallista de bronce mundial en 1987.

## 1987
En el Mundial celebrado en Róterdam (Países Bajos) gana la medalla de bronce en salto de potro, tras el chino Lou Yun y Sylvio Kroll de Alemania del Este.